# Idrissa Seck
Idrissa Seck (Thiès, 9 agosto 1959) è un politico senegalese, ex Primo ministro del Senegal e attuale sindaco di Thiès.

## Formazione
Frequenta l'Istituto di studi politici di Parigi che lascia nel 1986. 

## Carriera

### Delfino di Wade
Idrissa Seck è membro del Partito Democratico Senegalese (PDS), al potere da aprile 2000. È stato eletto sindaco di Thiès.
Numero 2 del PDS, Seck diventa direttore della campagna presidenziale di Abdoulaye Wade nel 2000. In seguito alla vittoria di Wade, Seck è in primis segretario di Stato, direttore di gabinetto del presidente Wade, prima di essere nominato primo ministro il 4 novembre 2002 au 21 aprile 2004, rimpiazzando Mame Madior Boye.

### Disgrazia
Ex delfino del presidente Wade, Idrissa Seck si vede rimproverare la sua gestione dei cantieri di Thiès. Si presenta a una convocazione della polizia in seguito alla quale è imprigionato a Dakar, il 23 luglio 2005.

### Elezioni presidenziali del 2007 e del 2012
Seck si candida alle elezioni presidenziali del 2007 giungendo al secondo posto con il 14,9% dei voti, ma è sconfitto da Wade.
Alle successive elezioni presidenziali del 2012 raggiunge il quinto posto con il 7,86 % dei voti al primo turno.